# Denis Papin
Denis Papin (Blois, 1647. augusztus 22. – Anglia, 1712.) francia orvos, fizikus, matematikus, feltaláló, aki egyebek mellett 1679-ben feltalálta a kuktafazék elődjét és elsőként szerkesztett dugattyús gőzgépet 1690-ben.
Fiatalkorában orvosnak tanult, de a matematika és a fizika jobban érdekelte, ezért családi kapcsolatok segítségével először Christiaan Huygensszel, majd korának több más jelentős tudósával került kapcsolatba. Élt és dolgozott Párizsban, Londonban, Velencében, Marburgban és Kasselben is. Élete utolsó éveit nagy szegénységben tengette Angliában, ahol ismeretlen helyen és időpontban halt meg.

## Élete

### A kezdetek, családja
Denis Papin apja (szintén Denis Papin néven) 1608. október 21-én született Jacques Papin és Jehanne Dufour legidősebb gyermekeként és 1688-ban halt meg. Idősebb Denis Papin királyi tanácsosként és adóbehajtóként tevékenykedett Blois körzetben és 1640 körül feleségül vette Madeleine Pineaut. A Pineau családban több generációra visszatekintő hagyománya volt az orvosi szakmának.
Kettejüknek tizenhárom gyereke született, közülük (ifjabb) Denis a negyedik és a legidősebb fiúgyermek volt. Születésének pontos napját nem ismerjük, csupán annyi maradt fent, hogy 1647. augusztus 22-én keresztelték meg Bloisban. A Papin család hugenotta volt, és Papin születésekor védte őket az 1598-as nantes-i ediktum.
Denist hatéves korában nagybátyja, Nicolas gondjaira bízták. Nicolas Papin 1625. január 22-én született és Saumurben volt orvos. 1647-ben házasodott meg és három gyereke volt, valamint ő volt Denis keresztapja. Denis innentől fogva a Saumurben működő „hugenotta akadémiába” járt. 1661-ben kezdte meg orvosi tanulmányait az Angers-i egyetemen. A tanulmányaival 1669. június 4-én végzett, és rövid blois-i kitérő után 1670-ben Párizsba költözött, és elkezdett orvosként praktizálni.

### Huygens segítője
Bár eredetileg orvosként kívánt elhelyezkedni, Papin hamar megunta szakmáját. Sokkal jobban vonzotta a matematika és a fizika. Hogy áttérhessen erre a területre, segítséget kért Marie Charron Colbert-től, Jean-Baptiste Colbert (az állami pénzügyek főfelügyelője) feleségétől. Mivel mind a Papin, mind a Charron család Blois-ból származott, nem voltak teljesen ismeretlenek egymás számára, és Marie Charron Colbert segített Papinnek bejutni a Colbert által szervezett tudósok körébe. Ez a kör 1666 óta működött és a királyi könyvtárban találkozott. Tagja volt többek között Christiaan Huygens is, aki éppen asszisztenst keresett és Papint elfogadta segédjének. 1671 és 1674 között Huygens légpumpa kísérleteiben vett részt és a flamand tudós lakásában lakott.
Huygens útmutatása alapján 1674-ben megjelentette „Nouvelles Expériences du Vuide” című könyvét, amiben leírta a kísérleteteket, amikről gyakornoki ideje alatt tudomást szerzett. Feljegyezte benne Huygens légpumpájának a felépítését is. Papint rendkívül érdekelte ez a pumpa, és annak a tökéletesítésén dolgozott.
1674-ben Robert Boyle kiadott egy tanulmánygyűjteményt „a levegő rejtett tulajdonságairól”. Ez a gyűjtemény 1675-ben jutott el Huygenshez és Papinhez. Ennek hatására Papin még ebben az évben Angliába utazott a légpumpájával, hogy személyesen találkozzon Boyle-lal.

### Angliában
Huygens ajánlólevelével a zsebében érkezett Londonba, ahol Henry Oldenburg, a Royal Society titkára lakást és egy átmeneti állást szerzett neki. Papin kezdetben az angol nyelv tanulására koncentrált a tudományos viták helyett, és nem látogatta a Society gyűléseit. 1675 őszétől megpróbálta felkelteni Boyle érdeklődését, ami 1676 elején sikerült is. Ekkor bemutatott egy kísérletet a Royal Society egyik találkozóján új fejlesztésű légpumpájával. Nem sokkal később Boyle felfogadta Papint segédjének és együtt végeztek el egy sor légzéssel, levegővel, mágnességgel, valamint vérrel és gyógyszerekkel kapcsolatos kísérletet. Boyle megbetegedése után Papin egyedül folytatta a kísérleteket.
1679-től Robert Hooke asszisztenseként folytatta munkáját és ebben az évben találta fel a kuktafazék elődjét, amit bemutatott a Royal Societyben. A találmányt úgy írta le, mint egy eszközt, amit csontok puhítására lehet felhasználni gőz segítségével. A Boyle-lal és Hooke-kal együtt elért eredményeiért 1680-ban a Royal Society tagjává választották.
Nem sokkal később, 1682-ben megjelentetett egy tanulmányt, amiben fájdalommentes műtétek lehetőségét tárgyalta, a páciens érzéstelenítésének különböző módjaival. Ekkorra azonban már egyértelműen elismert fizikusként és nem orvosként tekintett rá a világ.

### Olaszországban
1681-ben Papin visszatért Franciaországba, hogy ismét Huygensszel dolgozzon, azonban nem sokkal később kinevezték a velencei Accademia publicca di scienze (Tudományos Akadémia) kísérletekért felelős igazgatójává, és 1684-ig ott is maradt. Ambrosio Sarotti megpróbálta az Akadémiát az angol Royal Society és a francia Académie Royal mintájára megalkotni, azonban a pénzügyi források hiánya végül meghiúsította ezt a tervet. Mivel a hugenották helyzete Franciaországban ebben az időben egyre romlott (1685-ben XIV. Lajos végül visszavonta a Nantes-i ediktumot), nem akart oda visszatérni, hanem ismét Londonba ment.

### Hessenben
Visszatérése után ismét részt vett a Royal Society találkozóin és átmenetileg itt is a kísérletekért felelős kurátori tisztséggel ruházták fel. 1687-ig maradt, amikor meghívták a matematika professzorának a marburgi egyetemre.
Ott találkozott több hugenotta menekülttel, többek között unokatestvérével, Marie Papinnel és annak férjével, Jacques Maliverne-nel. Maliverne Papinhez hasonlóan a marburgi egyetem professzora volt, azonban Papin érkezése után nem sokkal elhunyt, magára hagyva feleségét és lányukat. Papin feleségül akarta venni Marie-t, amit a helyi lelkész hevesen ellenzett (a közeli rokonságra hivatkozva) és csak 1691-ben, a hesseni tartománygróf különleges engedélyének hatására egyezett bele.
1696-ig maradt az egyetem professzora, amikor közvetlenül a hesseni tartománygróf szolgálatába állt. 1707-ig maradt Hessenben, amikor feleségét és mostohalányát hátrahagyva ismét Londonba költözött. A német földön töltött ideje nem volt különösebben sikeres és kollégáival sem értették meg egymást.
Fennmaradt levelezése Gottfried Wilhelm Leibnizcel az 1689 és 1691 közötti időszakról. A két tudós még az 1670-es évekből ismerte egymást, az intenzív levelezést Papin egyik publikációja váltotta ki. A vita tárgya főként a vis vita, mai szóhasználattal mozgási energia volt. 1692-ben újabb tíz levelet küldtek egymásnak, amikben mindketten kifejtették érveiket. Papin ezeket a szövegeket tudományos vitára kívánta bocsátani, azonban ezt Leibnitz határozottan ellenezte, így végül azok nem jelentek meg. A levélvita időről időre elhalt, majd folytatódott egészen 1700-ig.
1690-ben publikálta először egy gőzgép leírását, aminek a célja víz beemelése volt egy Kassel és Karlshaven közötti csatornába. Ezen kívül gőzgépet használt a grófi palotában is, hogy a palotakert szökőkútjaihoz szükséges vizet a tetőn lévő tartályba szállítsa.

### Utolsó évei
Londonban  nem talált munkát a Royal Societynél, bár továbbra is újabb és újabb ötleteket vetett papírra. Néhány éven belül teljes szegénységben elhalálozott (valószínűleg 1712 elején, az utolsó ismert levele január 23-i keltezésű). Annyira nem voltak barátai, hogy azt sem tudni, hol temették el, valószínűleg egy jelöletlen sírban nyugszik valahol Angliában.

## Találmányai
Papin munkásságának legismertebb részét találmányai képzik. Feltalálta a kuktafazék elődjét, dolgozott a gőzgép kifejlesztésén, valamint feltalált egy biztonsági szelepet is a gőzgéphez. 1707-ben megépítette az első (emberi erővel hajtott) lapátkerekes hajót is.
Emellett foglalkozott tengeralattjárók konstrukciójával, légpuska és gránátvető tervezésével is. Megpróbálta meghonosítani az üveggyártást Hessen-Kasselben és kísérletezett élelmiszer tartósításával különböző vegyszerek illetve vákuum segítségével.